# Seixo
Seixo ist eine Ortschaft und Gemeinde in Portugal.

## Geschichte
Erstmals erwähnt wird Seixo im Jahr 1619, mit seinem ersten Einwohner, Manuel Figueiras. Es entwickelte sich eine Ortschaft, die jedoch ihre Bewohner nur mühsam ernähren konnte. Grund sind die eingeschränkt fruchtbaren, sandigen Böden. Hinzu kam der 1917 erlassene Schutz der Wälder um Seixo herum, was die Brennholzbeschaffung für die Bevölkerung erschwerte. Daher kennzeichnet Auswanderung die Gemeinde seit je her. 1919 wurde Seixo eine eigene Kirchengemeinde, und 1984 wurde es eine eigene Verwaltungsgemeinde.

## Verwaltung
Seixo ist Sitz einer gleichnamigen Gemeinde (Freguesia) im Kreis (Concelho) von Mira, im Distrikt Coimbra. In ihr leben 1253 Einwohner (Stand 19. April 2021).
Folgende Ortschaften liegen in der Gemeinde Seixo:
- Cabeças Verdes
- Marco Soalheiro
- Seixo

## Söhne und Töchter der Gemeinde
- João Evangelista Pimentel Lavrador (* 1956), Bischof von Viana do Castelo